# Tubuca dussumieri
Tubuca dussumieri – gatunek kraba z rodziny Ocypodidae
Gatunek ten opisany został w 1852 przez Henriego Milne-Edwardsa jako Gelasimus dussumieri. Później umieszczany był w rodzaju Uca. W monografii Jocelyn Crane odpowiadał mu podgatunek U. d. dussumieri. Po rewizji Shiha i innych z 2016 zaliczany jest do rodzaju Tubuca.

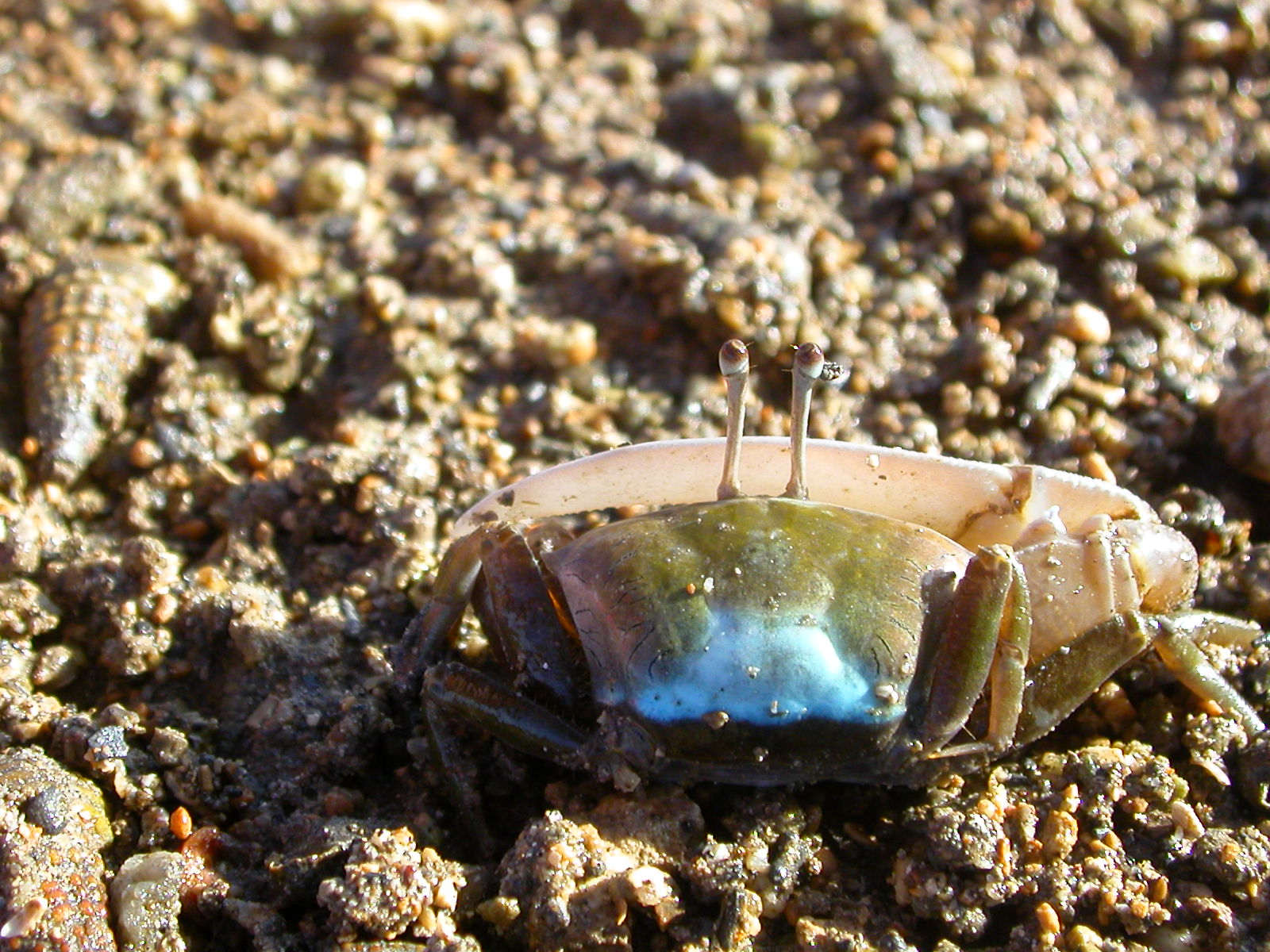
Uca dussumieri widok z tyłu

Samce osiągają do 17 mm długości i do 27 mm szerokości, a samice do 14,5 mm długości i 22 mm szerokości. Osobniki młode są niebieskie, czasem z nakrapianiem barwy od turkusowej do białej. U dorosłych propodit większych szczypiec może być jasnożółty, pomarańczowy, czerwony lub matowo ochrowy, u większych osobników zawsze ciemniejszy i bardziej matowy niż szczypiec mniejszych. Karapaks ma prawie prostą krawędź przednią (fronto-orbitalną), ostre i słabo wystające kąty przednio-boczne, krótkie i drobno piłkowane lub perełkowane krawędzie przednio-boczne, zanikające ku tyłowi krawędzie grzbietowo-boczne i wyraźne krawędzie boczne poziome. Region frontalny karapaksu ma listewki krawędziowe środkowego rowka całkowicie lub prawie całkowicie zlane, ale z widoczną linią połączenia. U samic za krawędziami grzbietowo-bocznymi karapaksu znajduje się wyraźny, zaokrąglony guz, czasem pokryty mniejszymi guzkami. Dno dołków ocznych pozbawione jest guzków, a średnica oczu niewiele przekracza długość słupków ocznych.
Szczypce samca lewy i prawy są różnej wielkości. Większy ma dwa wyraźne rowki biegnące przez większość długości palca ruchomego, przy czym rowek subdorsalny jest dobrze wykształcony przynajmniej w dosiebnej połowie. U samic na obu szczypcach występuje para powiększonych zębów, a ostatnia para odnóży krocznych ma tylno-brzuszną krawędź meropoditu wyraźnie obwarowaną włoskami. Gonopody samca cechuje duża i kompletna przednia flanka, mała flanka tylna, szeroki wyrostek wewnętrzny i nieumocniona przednia rozpórka.
Skorupiak ten zasiedla błotniste potoki, osłonięte rozlewiska oraz okolice ujść rzek i namorzyn. Występuje wzdłuż wybrzeży południowo-wschodnich Chin, Tajwanu, Indonezji, Papui-Nowej Gwinei i północno-wschodniej Australii.